# Isallobarischer Wind
Der Isallobarische Wind entspricht einer ageostrophischen Windkomponente. Sie verursacht ein Zusammenströmen der Luft im Zentrum des Fallgebiets und umgekehrt ein Ausströmen der Luft aus dem Zentrum des Steiggebietes.
Der Isallobarische Wind bzw. die ageostrophische Komponente schneidet die Isallobaren senkrecht und weist vom Steiggebiet zum Fallgebiet. Der Vektor der lokalen Änderung des geostrophischen Windes verläuft parallel zu den Isallobaren mit den niedrigeren Tendenzwerten zur Linken.
Siehe auch: Synoptische Meteorologie